# SIB-1757
SIB-1757 je lek koji se koristi u naučnim istraživanjima. On je bio jedan od prvih jedinjenja razvijenih kao selektivni antagonisti za metabotropni glutamatni receptor podtip 5. On ima antihipergleziono dejstvo kod životinja. SIB-1757 zajedno sa drugim mGluR5 antagonistima ima neuroprotektivne i hepatoprotektivne efekte, i on se takođe koristi u studiranju uloge mGluR5 receptora tokom moždanog razvoja.